# Błahowiszczenka (rejon wasylowski)
Błahowiszczenka (ukr. Благовіщенка) – wieś na Ukrainie, w obwodzie zaporoskim, w rejonie melitopolskim, siedziba hromady. W 2001 liczyła 2941 mieszkańców, spośród których 2423 wskazało jako ojczysty język ukraiński, 499 rosyjski, 8 krymskotatarski, 3 mołdawski, 2 bułgarski, 2 białoruski, 1 grecki, a 11 inny.